# Альбінолеффе (футбольний клуб)
Футбольне об'єднання Альбінолеффе або просто «Альбінолеффе» (італ. Unione Calcio AlbinoLeffe S.r.l.) — професіональний італійський футбольний клуб з містечок Альбіно та Леффе, розташовані в провінції Бергамо на відстані 9 км один від одного. Виступає в Серії С, третьому дивізіоні італійського чемпіонату.
Клуб був утворений в 1998 році після злиття команд «Альбінезе» та «Леффе», перейнявши федеральну реєстрацію останньої і таким чином продовживши свою спортивну традицію. Створив свою юридичну та оперативну штаб-квартиру в Цаніці, також належить до оробської території.
Бергамський клуб виграв Кубок італійської Серії С 2001/02. Брав участь у 9-ти розіграшах Серії B у період з 2003 по 2012 рік, під час яких вона виходив у фінал плей-оф за вихід до Серії А.

## Історія

### 1990-ті роки: початок
Попередниками «Альбінеси» були - заснований у 1919 році та відомий як «Чирколо Спортіво Фалько» - та «Леффе»: афілійований в ІФФ у 1947 році. Серед найбільших досягнень останнього з вище вказаних клубів перемога в аматорському кубку Італії (виграний у 1982 році) та перемогою на Міжрегіональному турнірі 1984/85.
Виступала в одній групі Серії С2 1997/98, обидві команди зберегли своє місце в чемпіонаті: географічна близькість між муніципалітетами, до яких вони належать, а також ризик банкрутства альбінців, тому в червні 1998 року виникла пропозиція об'єднати команди.
Хоча вболівальники клуби зустріли ідею партнерства зі скепсисом, — на вершині якого перебував П'єтро Замбайті з генеральним менеджером Фаусто Сельвінеллі та секретарем Роберто Спаньоло — на чолі з Оскаром П'янтоні воно відразу ж отримало результат: команда посіла друге місце в сезоні 1998/99 років й виборола підвищення в класі, завдяки перемозі в плей-оф над «Спецією» та «Прато».

### 2000-ні роки: піднесення
З Еліо Густінетті перейшов у П'янтоні влітку 2001 року, «Альбінолеффе» виграв кубок національної категорії 2002 pore, перемігши «Ліворно» за найбільшою кількістю м'ячів, забитих на полі суперника; у червні 2003 року підйом пережив новий етап, коли серіанці, який відставав від «Тревізо» в регулярному сезоні, обіграла «Падую» та «Пізу» в плей-оф, зробивши історичну перемогу в Серії B.
У дебютному сезоні у вище вказаному турнірі, де також збільшили кількість учасників до 24 команд для розвитку справи «Катанії» — 13 вересня 2003 року відзначився безпрецедентним дербі з Аталантою, в якому перемогла з рахунком 2:1: 13 лютого 2004 року поступилася «Деа», але посіла 18-те місце, уникнувши плей-оф на виліт. Зайнявши одинадцяте місце в сезоні 2004/05 роках, Густінетті поступився місцем Вінченцо Еспозіто.

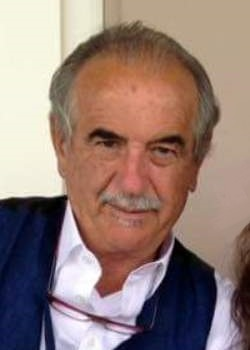
Наставник Емільяно Мондоніко, творець чотирьох сейвів у Серії B на тренерському містку «АльбіноЛеффе»

Шлях, який пройшов у чемпіонаті 2005/06 років, призвів до його заміни на Емільяно Мондоніко, який шукав порятунку в поєдинку проти «Авелліно»; тому наступного сезону тренер кремонезійці опинилися в середині таблиці, зокрема двічі зіграла внічию з «Ювентусом» (винесений до кадетської серії через події в Кальчополі), а також вдома перемогли «Наполі».
Після повернення Густінетті, яке відбулося влітку 2007 року, клуб встановив рекорд: незважаючи на провал у фінальній частині чемпіонату — обставина, яка обернулася чергуванням з Армандо Мадонною на тренерському містку — але бергамаський клуб продемонстрував свій найкращий результат у Серії B, з 78-ма набраними очками посіла 4-те місце, завдяки цьому вийшов у плей-оф. «Альбінолеффе» обіграв «Брешію» в півфіналі, однак бергамці поступилася «Лечче» в заключному матчі, і таким чином не вийшов у Серії А.

### 2010-ті роки: занепад
Протягом наступних трьох сезонів команда забезпечувала собі місце в серії B — з найбільшим ризиком у 2011 році, коли плей-оф з «П'яченцою» був необхідний, щоб уникнути Серії С — навесні 2012 року АльбіноЛеффе опустився з третього з кінця місце в чемпіонаті, після 11 поразок поспіль, що опустило серійців на останню позицію. Тим часом, клуб позбавили на 10 очок, зменшений після апеляції до 5, за причетність до скандалу зі ставками, команда в підсумку посіло шосте місце, а в плей-оф у травні 2014 року поступився «Кремонезе».
За підсумками сезону 2015/16 років посів 7-ме місце й вилетів до Серії D, а в наступні роки найкращі результатами стали півфіналі плей-оф й другим раундом Кубка Італії, обидва досягнуті в 2020/21 роках.

## Досягнення

### Національні змагання
- Кубок Італії Серії C
  -  Володар (1): 2001/02

- Серія B
  - Фіналіст плей-оф (1): 2007/08

- Серія C1
  -  Срібний призер (1): 2002/03 (група A)

- Серія C2
  -  Срібний призер (1): 1998/99 (група A)

### Юнацькі турніри
- Національний чемпіонат Данте Берретті
  -  Чемпіон (1): 2013/14

- Чемпіонат Прімавери 3
  -  Чемпіон (1): 2022

- Національний чемпіонат U-17
  -  Чемпіон (2): 1999/2000, 2012/13

- Трофей Анджело Доссени
  -  Чемпіон (1): 2012

- Трофей міста Віньйола
  -  Чемпіон (1): 2011

## Статистика та рекорди

### Участь у чемпіонатах
| Рівень | Дивізіон                 | Сезонів | Дебют     | Останній сезон | Загалом |
| ------ | ------------------------ | ------- | --------- | -------------- | ------- |
| 2º     | Серія B                  | 9       | 2003-2004 | 2011-2012      | 9       |
| 3º     | Серія C1                 | 4       | 1999-2000 | 2002-2003      | 14      |
| 3º     | Перший дивізіон Леги Про | 2       | 2012-2013 | 2013-2014      | 14      |
| 3º     | Лега Про                 | 3       | 2014-2015 | 2016-2017      | 14      |
| 3º     | Серія C                  | 5       | 2017-2018 | 2021-2022      | 14      |
| 4º     | Серія C2                 | 1       | 1998-1999 | 1998-1999      | 1       |

### Виступи у кубку
| Змагання              | Виступів | Дебют     | Останній сезон | Загалом |
| --------------------- | -------- | --------- | -------------- | ------- |
| Кубок Італії          | 16       | 2002-2003 | 2020-2021      | 16      |
| Кубок Італії Серії C  | 8        | 1998-1999 | 2019-2020      | 13      |
| Кубок Італії Леги Про | 5        | 2012-2013 | 2016-2017      | 13      |

### Командна статистика
- Рекорд відвідуваності в одному матчі

16 751 глядач у матчі чемпіонаті Серії B 2006/07 «Альбінолеффе»-«Ювентус»
- Рекорд сезонних перепусток

2 622 глядача у чемпіонаті Серії B 2008/09 років
- Рекорд набраних очок за один сезон

78 очок у Серії В 2007/08 років
- Найкращий результат у чемпіонаті країни

4 місце в чемпіонаті Серії В 2007/08
- Найдовша безпрограшна серія в сезоні

19 поєдинків (5 перемог і 14 нічиїх між 2-м і 20-м турам у Серії B 2006/07)
- Найтриваліша програшна серія

11 матчів (з 29 по 39 тур в Серії B 2011/12)

### Індивідуальна статистика
Марко Челліні, який відзначився 23-ма голи в Серії B 2007/08, є абсолютним рекордсменом з кількістю забитих м'ячів за один сезон у футболці «Альбінолеффе», перевершив попередній рекорд з 17-ма м'ячами, забитих Роберто Бонацці в Серії C1 2002/03. Рекорд за забитими м'ячами в одному поєдинку Серії B належить Омару Торрі, який 2 квітня 2010 року відзначився хет-триком у поєдинку проти «Фрозіноне».
Нижче наведені рейтинги найкращих індивідуальних даних із зазначенням кількості сезонів, проведених у клубі, у дужках.
| - 305 Мірко Полоні (1998-2010) - 291 Іван Дель Прато (1998-1999, 2001-2008) - 269 П'єрре Регонезі (2001-2006, 2010-2014) - 254 Рубен Гарліні (2000-2011) - 249 Дам'яно Сонцоні (1998-2006) |

| - 48 Роберто Бонацци (2001-2008) - 46 Марко Челліні (2006-2010) - 41 Франческо Рополо (2007-2010) - 36 Крістіан Арабоні (1999-2001, 2002-2005) - 33 Джакопо Манцоні (2020-теп. час) |

## Кольори та символи

### Кольори
У 1998 році новостворений клуб вирішив затвердити синій і світло-блакитний як офіційні кольори, щоб вшанувати біло-блакитну форму «Альбінезе» та біло-блакитну форму «Леффе». Два вище вказані кольори завжди використовувалися «Альбінолеффе» у домашній формі, в той час як червоний і жовтий використовувалися у виїзній формі як посилання на герб провінції Бергамо.

### Офіційні символи

#### Герб
Герб клубу (прийнятий з 1998 року і ніколи не змінювався) — праворуч знаходиться золота вежа на червоному тлі, ліворуч — синій журавель на аналогічному фоні; у нижній частині намальована хвиля води, яка простягається вгору та виходить зі щита праворуч. Зовнішня корона, також світло-блакитна, несе повну назву клубу синіми друкованими літерами.
Загалом логотип нагадує герби муніципалітетів, до яких належить клуб (вежа Альбіно та журавель Леффе) та його географічне розташування (де потік води представляє річку Серіо та її долину).

#### Гімн
Офіційним гімном є «Альбінолеффе відзначся гол», написана співаком й автором пісень з Бергамо Даніеле Реджані влітку 2007 року й транслювалася перед домашніми матчами, починаючи з 25 серпня 2007 року в матчі «Альбінолеффе»-«Спеція».

### Талісман
Талісманом клубу є бобер з антропоморфним елементом й одягнений у соціальний трикотаж, якого називають Ріно Касторіно; на домашніх матчах «Альбінолеффе» постійно присутній аніматор, який одягає костюм талісмана й розважає публіку під час перерви у домашніх матчах.

## Структура

### Стадіон
До 2003 року для проведення домашніх матчів клуб орендував у муніципалітету Леффе стадіон Карло Мартінеллі. Останній стадіон уже був місцем проведення матчів Леффе, а «Альбінезе» грали на парафіяльному стадіоні в Альбіно імені Джона Фіцджеральда Кеннеді.
Починаючи з виходу до Серії B, отриманого в кінці чемпіонату Серії C1 2002/03 років й до Серії C 2018-2019, домашні матчі «Альбінолеффе» проходили на стадіоні Стадіо Атлеті Адзуррі д'Італія в Бергамо. Рішення орендувати об'єкт у столиці було прийнято з метою відповідності структурним вимогам, які на той час висувала Національна професіональна ліга для ліг вище третього дивізіону. З 2010 року, на матчі «Альбінолеффе», лише одна трибуна та зона, зарезервована для гостей, були відкриті для глядачів.
У 2019 році перестають використовувати стадіон у Бергамо і переїжджають на муніципальний стадіон Чітта-ді-Горгонзола; тим часом розпочато будівництво нового стадіону в Цаниці, у прибудові навчального центру. Починаючи з сезону 2021/22 років виступає на власному стадіоні стадіоні «АльбіноЛеффе».

### Тренувальна база

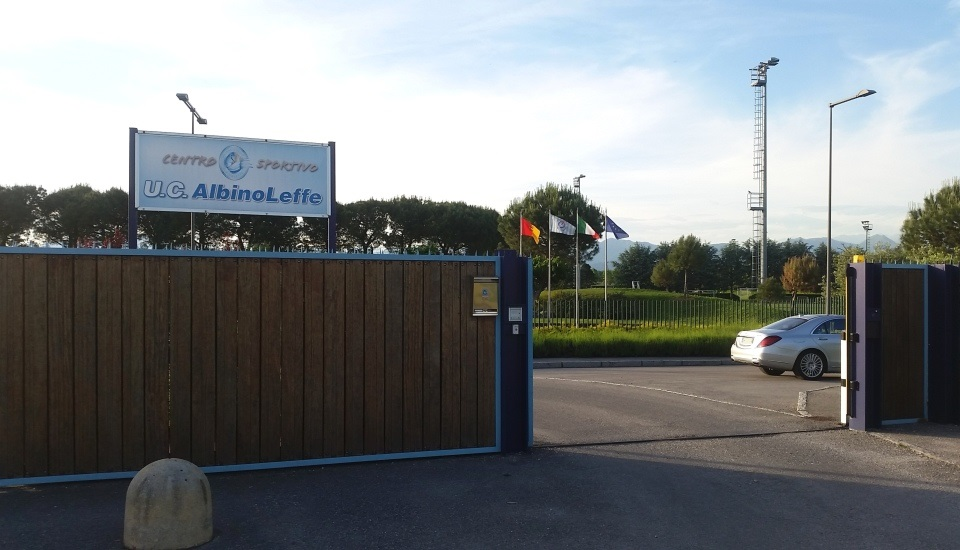
Вхід до спортивного центру

Тренувальним центром першої команди та молодіжних команд є тренувальний центр «Альбінолеффе»: розкинувся на площі близько семи гектарів між муніципалітетами Цаніка та Комун-Нуово, включає адміністративні офіси компанії та три ігрові поля. Спочатку він належав консорціуму BCC з Бергамо, але викуплений на аукціоні у компанії з нерухомості, а потім проданий у 2008 році «Альбінолеффе» для спортивного використання. 6 червня 2009 року комплекс офіційно відкрили з назвою її шляхів до чотирьох персонажів, що належать до історії компаній «Альбінезе» і «Леффе», а саме П'єтро Каттанео, Франко Герарді, Флавіо Луссана та Луїджі Піні.

## Структура клубу

### Керівництво
| - Джанфранко Андреолетті - Президент - Франко Ачербіс, Адріано Каппоні, Лучано Дзеноні, П'єтро Джелмі, Сімоне Фаріна — Радники - Сімоне Фаріна — Генеральний директор і генеральний секретар - Тіциано Маріно — Менеджер з комунікацій - Мікеле Маравілья — Начальник відділу маркетингу - Рубен Гарліні — Оперативний секретар - Валеріо Саккі — Адміністративний менеджер - Лаура Баффі — SLO, каса та молодіжний секретаріат - Марко Колозіо — Менеджер безпеки - Мікеле Маравілья — офіційний фотограф |

### Спонсор
| - 1998-2001 Umbro - 2001-2006 Legea - 2006- Acerbis |

| - 1998-2006 Scame - 2006-2007 BPU Assicurazioni - 2007-2015 UBI Banca (різні підрозділи групи) - 2015-2021 Cargeas Assicurazioni / UBI Banca - 2021-теп. час Intesa Sanpaolo |

## Президенти та тренери
| - 1998-2001 Оскар П'янтоні - 2001-2005 Еліо Густінетті - 2005-2006 Вінченцо Еспозіто (1ª-26ª) Емільяно Мондоніко (27ª-42ª та плей-оф) - 2006-2007 Емільяно Мондоніко - 2007-2008 Еліо Густінетті (1ª-41ª) Армандо Мадонна (42ª та плей-оф) - 2008-2009 Армандо Мадонна - 2009-2010 Армандо Мадонна (1ª-7ª) Емільяно Мондоніко (8ª-42ª) - 2010-2011 Емільяно Мондоніко (1ª-24ª) Даніеле Фортунато (25ª-26ª) Емільяно Мондоніко (27ª-42ª) - 2011-2012 Даніеле Фортунато (1ª-24ª) Сандро Сальвоні (25ª-34ª) Алессіо Пала (35ª-42ª) - 2012-2013 Алессіо Пала - 2013-2014 Армандо Мадонна (1ª-15ª) Еліо Густінетті (16ª-30ª та плей-оф) - 2014-2015 Алессіо Пала (1ª-12ª) Роберто Бонацци (13ª-15ª) Амадео Мангоне (16ª-38ª) - 2015-2016 Давід Сассаріні (1ª-11ª) Марко Сесія (12ª-28ª) Мікеле Фацциоло (29ª-34ª та плей-оф) - 2016-2018 Массімільяно Альвіні - 2018-2019 Массімільяно Альвіні (1ª-13ª) Мікеле Марколіні (14ª-34ª) - 2019-2021 Марко Дзаффароні - 2021-теп. час Мікеле Марколіні |

| - 1998-1999 П'єтро Дзамбаїті - 1999- Джанфранко Андреолетті |

## Відомі гравці

### Капітани
- Дамьяно Сонцоні (1998-2006)
- Іван Дель Прато (2006-2008)
- Філіппо Кароббіо (2008-2009)
- Рубен Гарліні (2009-2011)
- Роберто Превіталі (2011-2012)
- П'єрре Регонезі (2012-2014)
- Алессандро Сальві (2014-2015)
- Андреа Сонцин (2015-2016)
- Фабіо Гавацци (2016-2020)
- Гарміне Джорджоне (2020-теп. час)

### Гравці національних збірних
На даний час є п'ять гравців, які принаймні один раз присутні в збірній Італії після того, як виступали в «Альбінолеффе»: воротар Федеріко Маркетті, захисник Федеріко Пелузо, півзахисник Алессандро Діаманті та нападники Марко Сау та Андреа Белотті. Що стосується легіонерів, то фінський Мехмет Хетемай, сьєрралеонець Кевуллай Конте, гвінейець Карамоко Сіссе та латвійець Сергійс Воробйовс виділяються своїми виступами у своїх основних національних збірних.
Нижче наведено список вищезгаданих спортсменів та їх статистика у відповідних національних збірних:
- Андреа Белотті (дебютував у 2016 році, 42 матчі та 12 голів)
- Алессандро Діаманті (дебютував у 2010 року, 17 матчів та 1 гол)
- Федеріко Маркетті (дебютував у 2009 року, 11 матчів)
- Федеріко Пелузо (дебютував у 2012 році, 3 матчі та 1 гол)
- Марко Сау (дебютував у 2013 році, 1 матч)
- Кевуллай Конте (дебютував у 2000 році, 120 матчів та 2 голи)[49]
- Карамоко Сіссе (дебютував у 2008 році, 19 матчів та 3 голи)[50]
- Мехмет Хетемай (дебютував у 2009 році, 7 матчів та 1 гол)[51]
- Сергейс Воробйовс (дебютував у 2016 році, 3 матчі)[52]